# Fosterlandet - sunt förnuft
Fosterlandet - sunt förnuft (ryska: Родина: здравый смысл, Rodina: zdravyj smysl) är ett socialistiskt/patriotiskt politiskt parti i Ryssland, grundat den 11 september 2010. Partiet bildades på grunderna av det tidigare partiet Rodina, vilket satt i Statsduman åren 2003-2007. Bland grundarna finns främst f.d. Rodinamedlemmar som inte följt med till Rättvisa Ryssland då Rodina upphörde. 
Partiledare är Michail Deljagin, författare, ekonom och en av chefsideologerna i f.d. Rodina.